# تازه‌ایران
تازه‌ایران نام یکی از نشریات دوران جنگ جهانی اول در شهر همدان است. این نشریه سیاسی، اخلاقی، دینی، و تاریخی به مدیریت و صاحب امتیازی برهان المتکلمین از واعظان و آزادی‌خواهان همدان در سال ۱۳۳۴ قمری به قطع نیم برگی در ۴ صفحه هفته‌ای دو بار در همدان منتشر می‌شد. این نشریه طرفدار اتحاد اسلام و استقلال ایران بود. به علت هجوم قوای روس به همدان و اشغال این شهر توسط قوای روس و بسته شدن چاپخانه در همدان، تا ۴ شماره در همدان و از شمارهٔ ۵ به قطع متوسط در چاپخانه سربی احمدی (شرافت) شهر کرمانشاه چاپ و توزیع گردید.